# Samoranovo, Kiustendil
Samoranovo (în bulgară Самораново) este un sat în comuna Dupnița, regiunea Kiustendil,  Bulgaria. 

## Demografie
Componența etnică a satului Samoranovo
     Bulgari (94,46%)
     Nicio identificare (5,02%)
     Altele (0,51%)
La recensământul din 2011, populația satului Samoranovo era de 1.752 locuitori. Din punct de vedere etnic, majoritatea locuitorilor (94,46%) erau bulgari. Pentru 5,02% din locuitori nu este cunoscută apartenența etnică.